# Eastport, Michigan
Eastport är en ort i Antrim County i delstaten Michigan, USA.